# Crenicichla lepidota
Crenicichla lepidota – gatunek słodkowodnej ryby okoniokształtnej z rodziny pielęgnicowatych (Cichlidae). Bywa hodowana w akwariach.

## Występowanie
Występuje w Ameryce Południowej (w Argentynie, Paragwaju, Urugwaju, Boliwii, Brazylii). Zasiedla wody strumieni leśnych dorzecza rzek Paragwaj, Parana, Guaporé, Urugwaj.

## Morfologia
Ciało wydłużone i wysmukłe w szarozielonych barwach. Płetwa grzbietowa dość długa, przebiega od końca pokrywy skrzelowe aż po płetwę ogonową. Boki ciała o odcieniu zielonawobrązowym. Przez grzbiet przebiegają zaznaczone poprzeczne pasy. Od okolic szczęki poprzez oko i skrzela przebiega czarny pas biegnący przez całą długość ciała. Brzuch jaśniejszy brązowoszary, z poświatą żółtoczerwoną.
Dorasta do 20 cm długości.
Dymorfizm płciowy: samiec posiada płetwy grzbietową i odbytową bardziej zaostrzone i dłuższe, u samicy płetwy te są zaokrąglone.

## Zachowanie
Ryby drapieżne i dość agresywne. Prowadzą ukryty tryb życia. Bardzo odporne na zmianę siedlisk. 

## Warunki hodowlane
| Zalecane warunki w akwarium | Zalecane warunki w akwarium |
| --------------------------- | --------------------------- |
| Zbiornik                    | duże                        |
| Temperatura wody            | 20–28 °C                    |
| Twardość wody               | ok. 12                      |
| Skala pH                    | 6,5–7                       |
| pokarm                      | żywy, mięsny                |

Gatunek wymaga w zbiorniku kryjówek ze skał i roślin, gdzie czatuje na swą zdobycz składającą się z dżdżownic, larw owadów, małych ryb.

## Rozmnażanie
Złożoną w podłożu w specjalnym dołku białą ikrą opiekuje się samiec.